# Czajków (Lubasz)
Czajków – część wsi Lubasz w Polsce, położona w województwie małopolskim, w powiecie dąbrowskim, w gminie Szczucin.
W latach 1975–1998 Czajków administracyjnie należał do województwa tarnowskiego.